# Font-Romeu-Odeillo-Via
Font-Romeu-Odeillo-Via là một xã trong vùng Occitanie, thuộc tỉnh Pyrénées-Orientales, quận Prades, tổng Saillagouse. Tọa độ địa lý của xã là 42° 29' vĩ độ bắc, 02° 02' kinh độ đông. Font-Romeu-Odeillo-Via nằm trên độ cao trung bình là 1.800 mét trên mực nước biển, có điểm thấp nhất là 1.312 mét và điểm cao nhất là 2.212 mét. Xã có diện tích 29,60 km², dân số vào thời điểm 1999 là 2.003 người; mật độ dân số là 67 người/km².

## Thông tin nhân khẩu
| 1962  | 1968  | 1975  | 1982  | 1990  | 1999  |
| ----- | ----- | ----- | ----- | ----- | ----- |
| 1.371 | 1.857 | 2.098 | 2.150 | 1.857 | 2.003 |